# المسيحية في إنجلترا

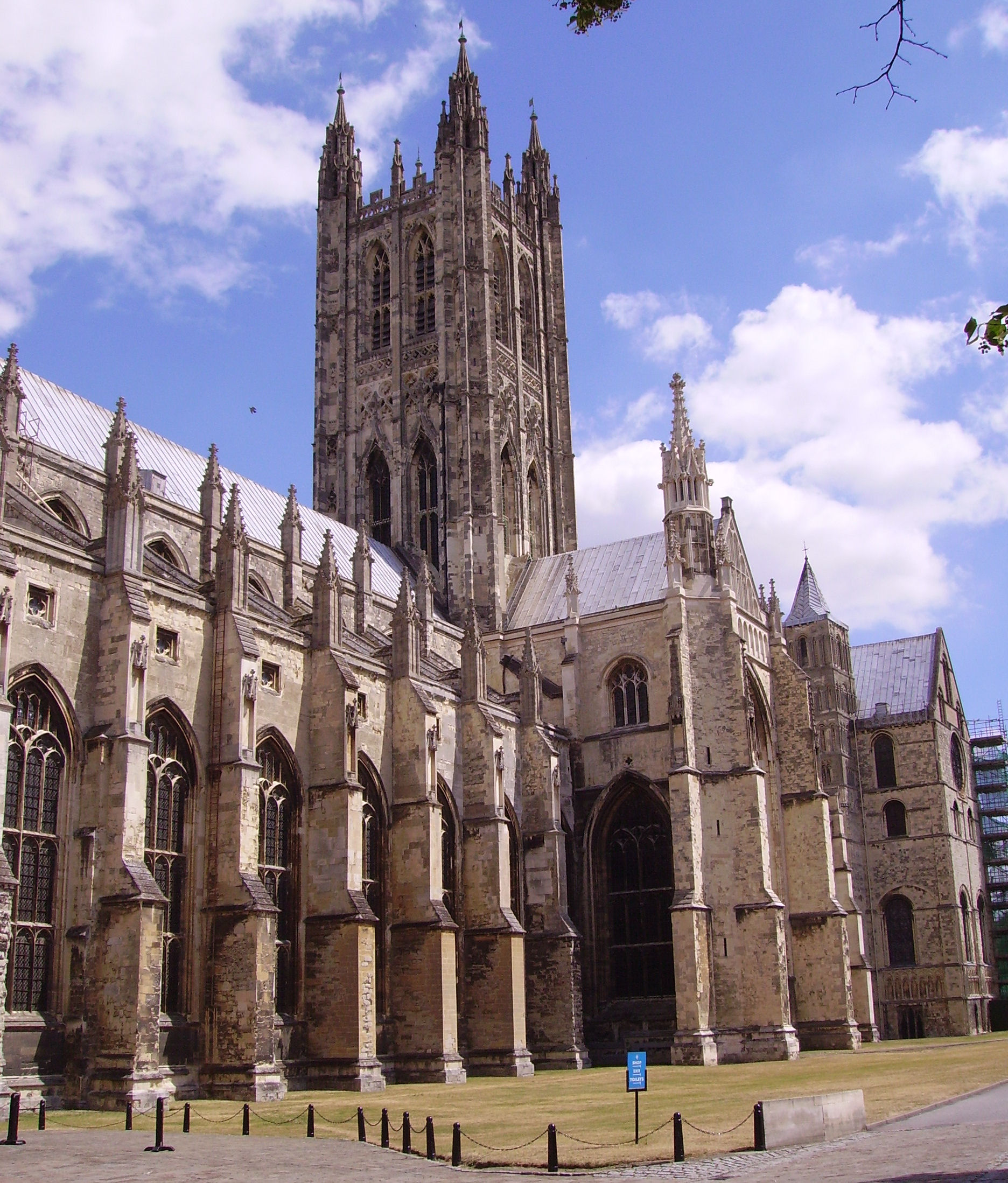
كاتدرائية كانتربري، مقر رئيس أساقفة كانتربري.

تُعتبر المسيحية في إنجلترا أكثر الديانات انتشاراً بين السكان، كما كان الحال منذ أوائل العصور الوسطى، على الرغم من أنها دخلت لأول مرة إلى أنجلترا قبل ذلك بكثير، في عهد الغاليين والرومانيين، وبلغت نسبة المسيحيين من الإنجليز حسب التعداد السكاني لعام 2001 حوالي 71.7%. وأكثر الكنائس اتباعًا في الوقت الحاضر هي الأنجليكانية، والتي يرجع تاريخها إلى فترة الأصلاح في القرن السادس عشر. الملك في المملكة المتحدة هو رأس الكنيسة، وهو يتصرف بوصفه الحاكم الأعلى. وهناك حوالي 76 مليون من أتباع كنيسة إنجلترا، وهي تشكل جزءًا من الطائفة الأنجليكانية، ويعتبر رئيس أساقفة كانتربري المتصرف رئيسًا رمزيًا في جميع أنحاء العالم. العديد من الكاتدرائيات والكنائس المحلية هي مباني تاريخية ذات أهمية معمارية، مثل كنيسة وستمنستر، دير يورك، كاتدرائية دورهام وكاتدرائية ساليسبري.
كنيسة إنجلترا هي الكنيسة الرسمية لإنجلترا واتخذت الملكية في المملكة المتحدة لقب «حامي الإيمان» (باللاتينية: Rex Christianissimus)، اليوم يحمل الملك تشارلز الثالث لقب «حامي الإيمان» و«حامي العقيدة» والمقصود بها الإيمان المسيحي، والرأس الأعلى للكنيسة الأنجليكانية. شفيع إنجلترا هو القديس جرجس، وهو يمثل في العلم الوطني، فضلاً عن علم الاتحاد كجزء من مجموعة. هناك العديد من القديسين الإنجليز الآخرين أمثال كوثبرت، وألبان، وويلفريد، وايدان، وإدوارد المعترف، وجون فيشر، وتوماس مور، وبيتروك، وبيران، ومارغريت كليثرو، وتوماس بيكيت.

## تاريخ

### العصور المبكرة

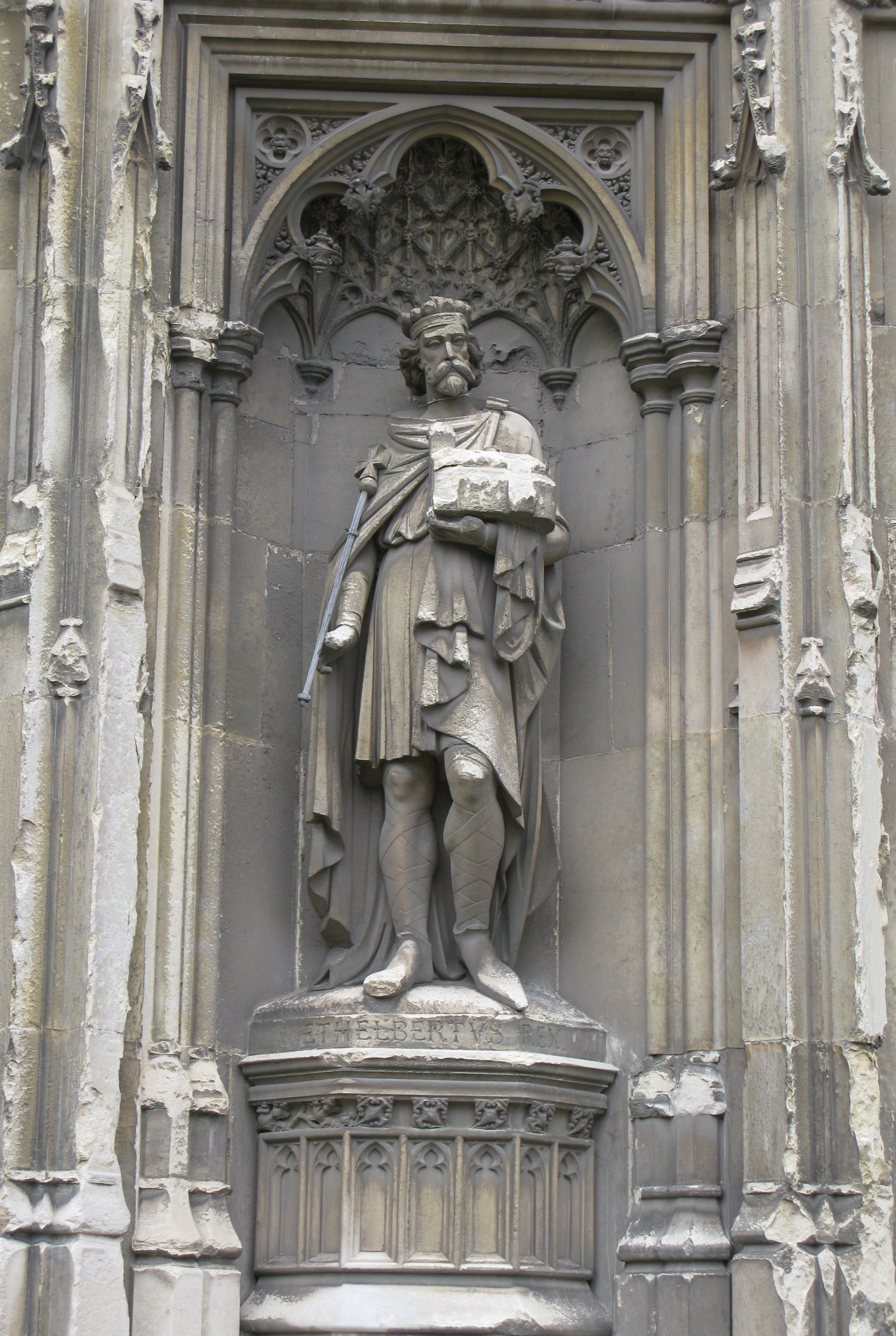
تمثال الملك إيثيلبيرت، بدخوله للمسيحية بدأ تاريخ المسيحية في إنجلترا.

في القرن الثالث، توفي الإمبراطور سيبتيموس سيفيروس في يورك، ومنها أعلن قسطنطين الأول في وقت لاحق نفسه إمبراطورًا. دخلت المسيحية البلاد لأول مرة عن طريق يوسف الرامي، بينما يدعي آخرون دخولها عن طريق لوسيوس البريطاني. في عام 410م، غادر الرومان الجزيرة، للدفاع عن حدود الإمبراطورية في أوروبا للدفاع عن حدود الإمبراطورية في أوروبا القارية، بعد أن ضعفت قوتها وأخذت تتضعضع وتنهار أمام حروب الأباطرة الداخلية. يبدو أن الرومانيين البريطانيين كانوا معظمهم من المسيحيين من قبل الفترة الرومانية، ودمرت الغزوات الساكسونية لبريطانيا معظم الكنائس الرسميَّة لأنها، لتحل محلها شكل من الوثنيَّة الجرمانية.
أعيدت المسيحية إلى بريطانيا إلى حد كبير من قبل البعثة الغريغورية وهي حملة تبشيريَّة في نهاية القرن السادس، بعث بها البابا غريغوري إلى إنجلترا 596 لإيفاد مجموعة من رجال الدين برئاسة الراهب أوغسطين أسقف كانتربيري أو بما يعرف باسم أوغسطين الرومي، بهدف تحويل الأنجلوساكسون إلى المسيحية وإقامة كنائس وابرشيات جديدة وإعادة الهيمنة المسيحية في بريطانيا العظمى وبوفاة آخر مبشريها في 653، تمكنت البعثة من تمكين المسيحية في جنوب بريطانيا بمساعدة من المبشرين القادمين من جزيرة أيرلندا وبلاد فرنجة في الشمال وتعزز النفوذ المبشرين البعثة الهيبرينية-الاسكتلندية في القارة الأوروبية خلال العصور الوسطى.
إثر انسحاب قوات الإمبراطورية الرومانية من مقاطعة من بريتانيا في 410، عندما تراجعت إمبراطوريتهم، غادر الرومان الجزيرة للدفاع عن حدودها في أوروبا القارية وبالتالي أصبحت بريطانيا مفتوحة للغزو من جانب الوثنية، والمحاربين البحريين مثل الساكسون والجوتس الذين سيطروا على المناطق المحيطة بالجنوب الشرقي. في نهاية القرن السادس الميلادي، أرسل البابا غريغوري مجموعة من المبشرين إلى كينت لتحويل الملك إيثيلبيرت وزوجته بيرثا للدين المسيحي. لم ينجح أوغسطين في تأسيس أبرشيته في كانتربري، كما ولم يثبت سلطته على الكنيسة الويلزيَّة في تشيستر لكن مهمته بمساعدة من المبشرين الإسكتلنديين أثبتت نجاحها في كينت ثم نورثمبريا؛ حيث واصلت الكنيسة الإنجليزية قيادة كاتدرائيات كانتربري ويورك. ونظرًا لأهمية البعثات الاسكتلندية، اتبعت نورثمبريا الكنيسة الأم في البداية في حساب عيد الفصح لكن بعد ذلك اتحدت مع كانتربري وروما في عام 664. وتشمل الوثائق المسيحية الإنجليزية المبكرة أناجيل لينديسفارن المضاءة في القرن السابع والحسابات التاريخية التي كتبها بيدي الجليل.

### العصور الوسطى

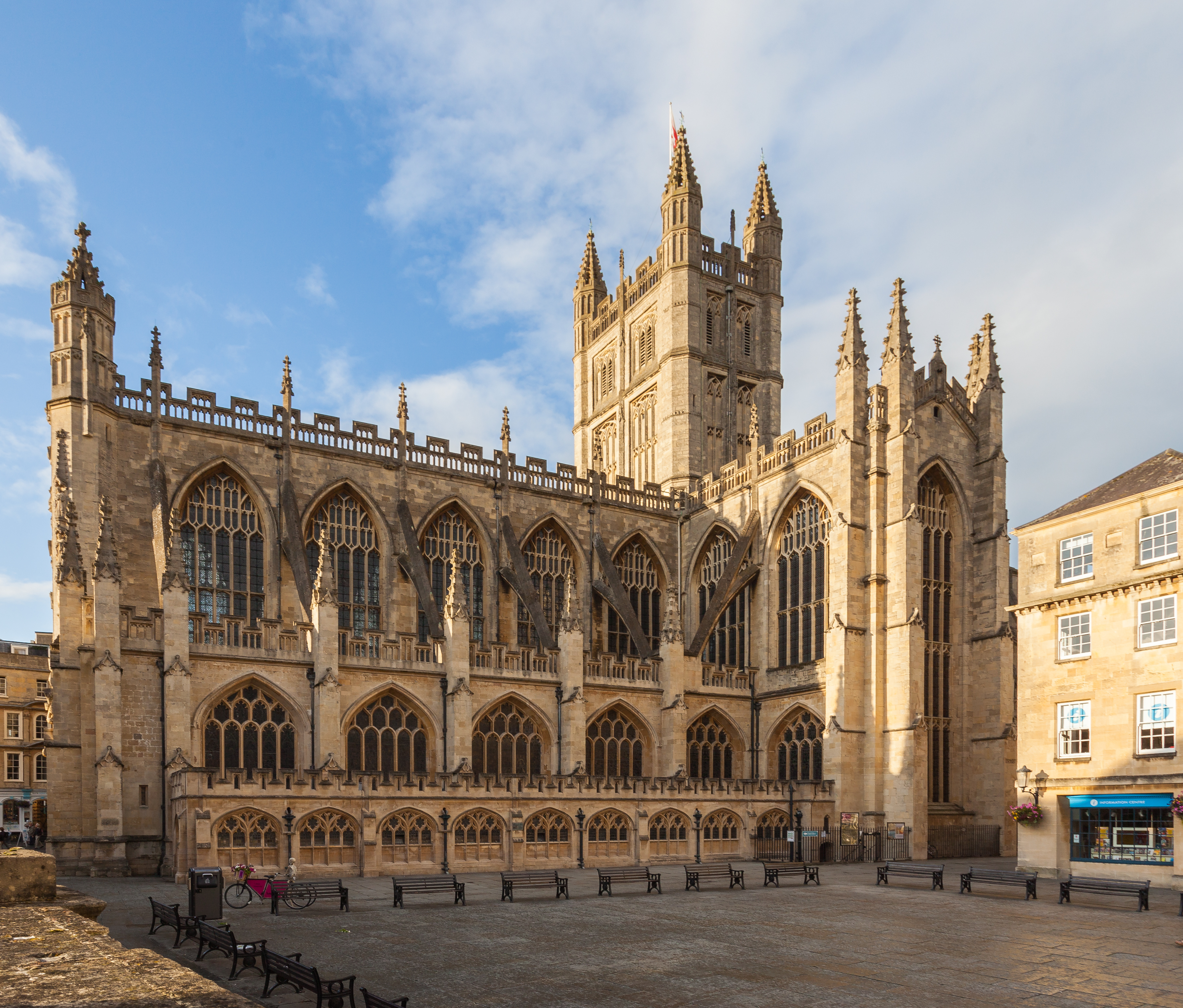
دير باث في مدينة باث، تأسس الدير في القرن السابع الميلادي ثم اعيد ترميمة في القرن العاشر الميلادي.

يتفق كل المؤرخين أنه بحلول القرن السابع، ظهرت مجموعة متماسكة من الممالك الأنجلوسكسونية الصغيرة المعروفة باسم «هبتاركي»، في جنوب ووسط بريطانيا، منها: نورثمبريا، مرسيا، أنجليا الشرقية، إسكس، كنت، ساسكس، وويسكس. كان الأنجلوساكسون قد قضوا على المسيحية في البلاد بعد دخولهم إليها، ولم ترجع هذه الديانة إلى البلاد إلا عن طريق أوغسطين الروماني سنة 597، وأيدان الإيرلندي. كانت مملكتا نورثمبريا ومرسيا أكثر القوى المهيمنة على الجزيرة في ذلك العهد، لكن كل ذلك تغيّر بعد فتوحات الفايكنج في شمال وشرق البلاد، حيث أصبحت المملكة الإنجليزية البارزة هي ويسكس تحت قيادة ألفريد العظيم، الذي تمكّن حفيده أثيلستان من توحيد إنجلترا في عام 977.
تم غزو إنجلترا في عام 1066 من قبل جيش بقيادة وليام الفاتح من دوقية نورماندي، وهي إقطاعية تابعة لمملكة فرنسا. وكان وليام هذا من النورمان الذين ترجع أصولهم إلى إسكندنافيا، واستقروا في نورماندي من بضعة قرون سابقة. أدخل النورمان الإقطاعية إلى إنجلترا وأنشأوا القلاع في جميع أنحائها، وكانت اللغة المنطوقة من النخبة الارستقراطية الجديدة هي الفرنسية النورمانية، والتي كان لها تأثير كبير في تطوّر اللغة الإنجليزية. حتى قبل الفتح، عاد إدوارد المعترف من نورماندي مع البنائين الذين شيدوا دير وستمنستر عام 1042 على الطراز الروماني. ورث آل بلنتجنت العرش الإنجليزي تحت قيادة هنري الثاني وحكمت هذه الأسرة البلاد طيلة ثلاثة قرون، وينتسب إليها ملوك مشهورون، أمثال ريتشارد الأول، إدوارد الأول، إدوارد الثالث، وهنري الخامس. شهدت هذه الفترة تحسنًا في مجالي التجارة والتشريعات، فتم خلالها توقيع وثيقة ماجنا كارتا التي حدّت من سلطات الملك وحمت حقوق العامّة، وازدهرت الرهبنة الكاثوليكية، وظهر عدد من الفلاسفة، كما تأسست جامعات أوكسفورد وكامبريدج برعاية الملكية والكنيسة. كما أصبحت إمارة ويلز إقطاعية تابعة للمملكة خلال القرن الثالث عشر، وقام البابا بوهب السيادة على إيرلندا للنظام الملكي الإنجليزي.

### عصر الإصلاح البروتستانتي

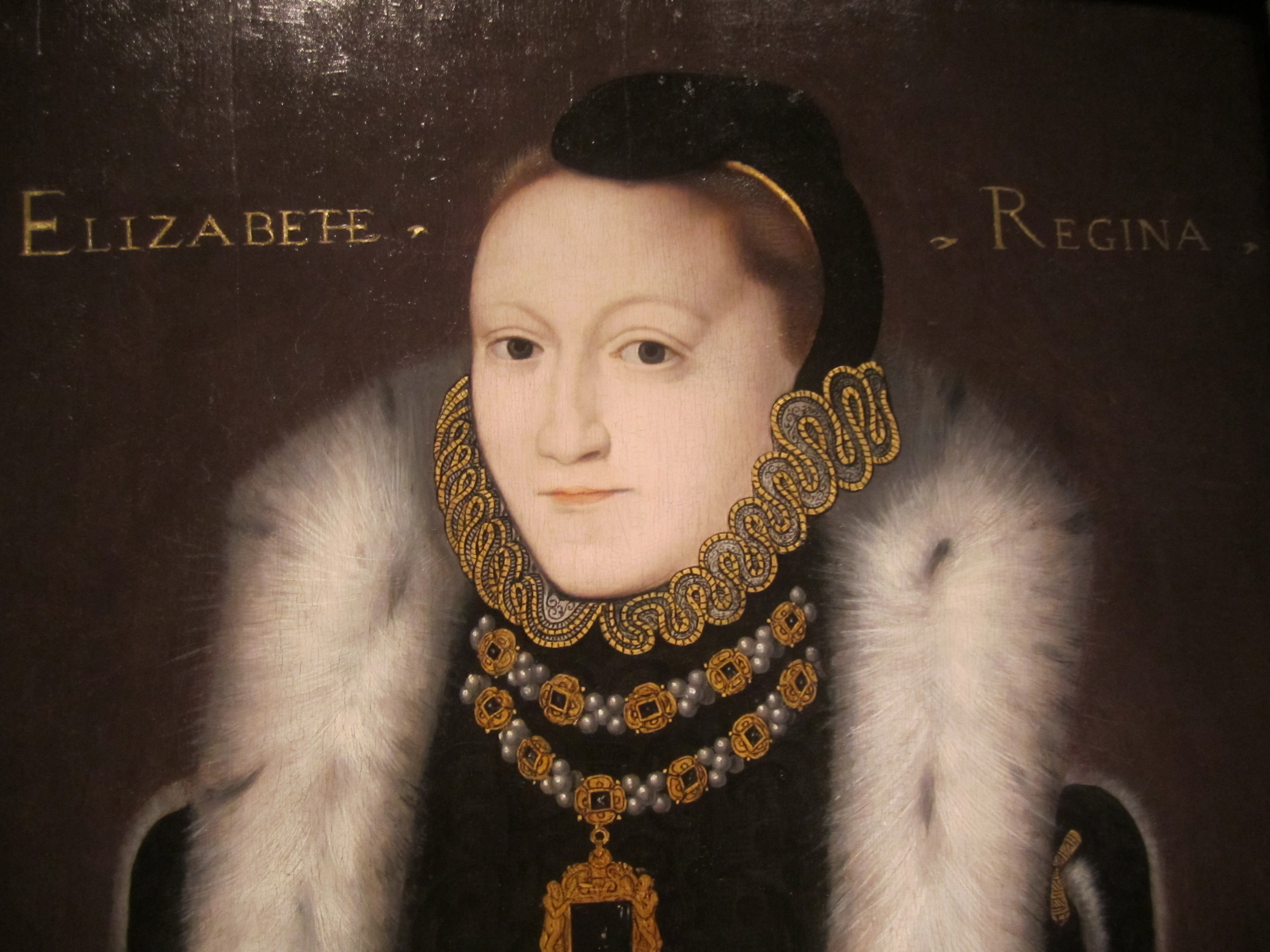
إليزابيث الأولى ملكة إنجلترا، أسهمت تسوية إليزابيث الدينية في تطوير الشكل الذي عليه الكنيسة الإنجليزية حاليًا.

كانت فترة حكم أسرة تيودور حافلة بالأحداث، فخلال هذا العهد ظهرت ملامح النهضة العلمية والأدبية في إنجلترا، على يد عدد من رجال الحاشية الإيطالية، الذين استقدمتهم الأسرة سالفة الذكر، فقاموا ببعث الأنظمة الفنيّة والتربوية والمدرسية، التي كانت سائدة في العصور الكلاسيكية القديمة. وبدأت إنجلترا في هذا الوقت تطور مهاراتها البحرية، فاخترع العلماء الإنجليز جهاز المزواة لقياس الزوايا العمودية والأفقية واستكشاف الغرب. وكانت الدولة العثمانية المسيطرة على البحر الأبيض المتوسط تمثل حافزًا لمثل هذه الاكتشافات، بسبب إغلاقها دروب التجارة البحرية مع الشرق أمام الدول المسيحية الأوروبية. انفصل هنري الثامن عن الكنيسة الكاثوليكية، بسبب قضايا متعلقة بطلاقه من إحدى زوجاته، في عام 1534، ونصّب نفسه رئيسًا على كنيسة إنجلترا، وخلافًا للكثير من الانقلابات البروتستانتية الأوروبية الأخرى، فإن سبب الانفصال عن روما كان سياسيًا أكثر منه لاهوتيًا. ضمت أسرة تيودور إلى مملكتهم أرض أجدادهم أيضًا، ألا وهي ويلز، وقد تم ذلك بصورة قانونية، مع إصدار الملك قرارات عام 1535–1542. كانت هناك صراعات داخلية دينية خلال عهد بنات هنري الثامن: أنّا ماري وإليزابيث، حيث حاولت الأولى إعادة البلاد مرة أخرى إلى الكاثوليكية، في حين أن الأخيرة انفصلت عنها بقوة أشد مؤكدة تفوّق الكنيسة الإنجليكانية.
بعد وفاة كرومويل، دُعي الملك تشارلز الثاني للعودة إلى منصبه عام 1660، فقام بإصلاح النظام السياسي، فأصبح الدستور ينص على تولّي الملك والبرلمان مقاليد الحكم معًا، إلا أن ذلك لم يُعمل به بشكل كامل من الناحية العملية حتى القرن التالي، كذلك قام هذا الملك بتشجيع العلوم والفنون عبر تأسيسه الجمعية الملكية. دمر حريق لندن الكبير في عام 1666 العاصمة، ولكن تم بناؤها بعد فترة وجيزة. وظهر حزبان سياسيان في البرلمان - المحافظون واليمينيون. كان الأول ملكيًا في حين أن الأخير كان كلاسيكيًا ليبراليًا. على الرغم من أن حزب المحافظين أيّد في البداية الملك الكاثوليكي جيمس الثاني، ولكن بعضًا منهم وقف جنبًا إلى جنب مع اليمينيين، وعزلوه في ثورة سنة 1688، ودعوا الأمير الهولندي وليام الثالث ليصبح ملكًا. بعض الإنجليز، لا سيما في الشمال كانوا يعاقبة وواصلوا دعم جيمس وأبنائه. بعد موافقة برلمانات إنجلترا واسكتلندا على حد سواء، انضم البلدان في اتحاد سياسي، فولدت مملكة بريطانيا العظمى في عام 1707. وفي سبيل استيعاب الوحدة، فإن بعض المؤسسات المهمة، مثل المؤسسة القانونية والكنيسة الوطنية لكل من الدولتين، ظلت منفصلة.

### العصور الحديثة

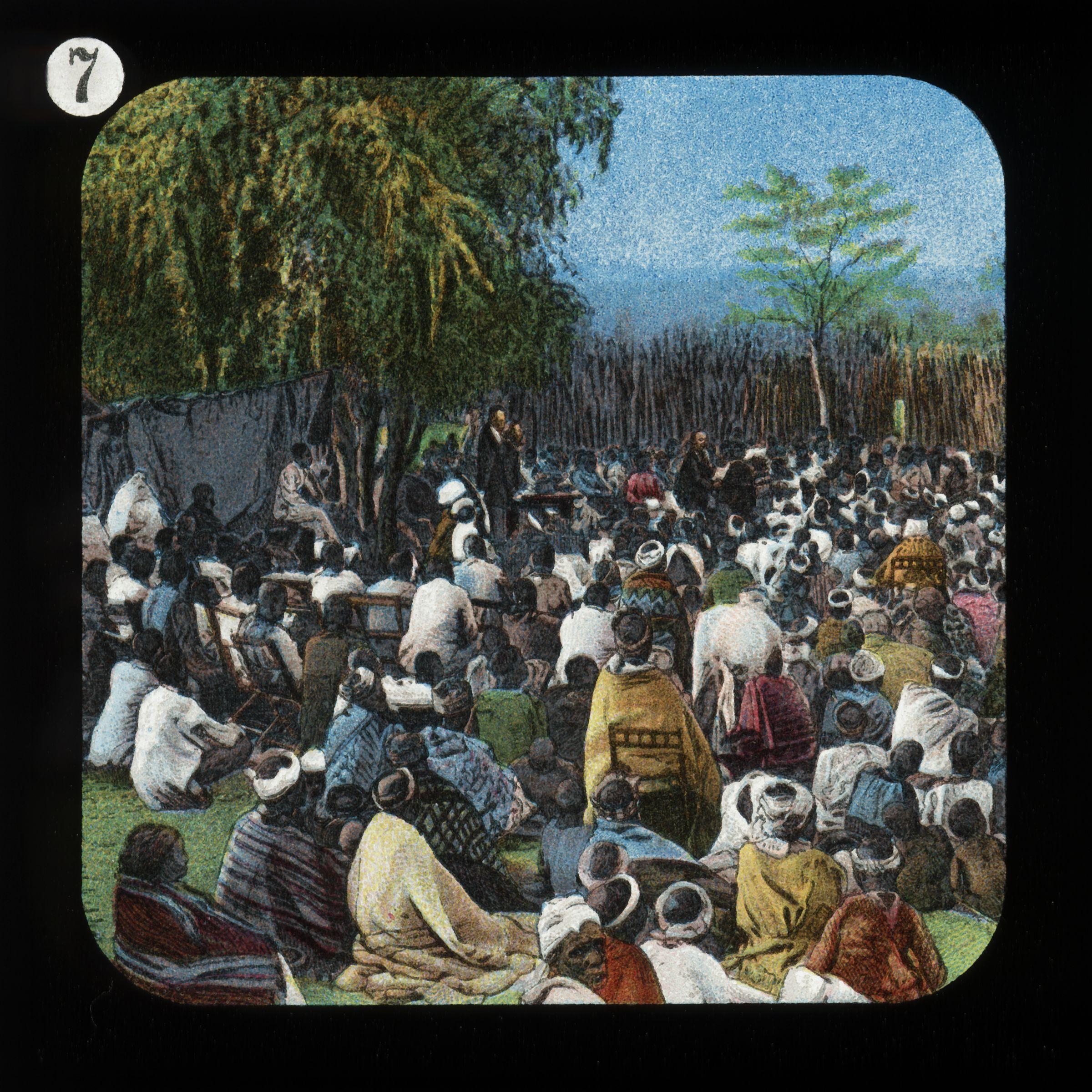
لعبت جمعية لندن التبشيرية والتي تأسست عام 1795 دور تاريخي بازر في التبشير في مستعمرات الإمبراطورية البريطانية.

في ظل مملكة بريطانيا العظمى حديثة التكوين، ساهم المردود المالي للجمعية الملكية وغيرها من المبادرات الإنجليزية، بالإضافة إلى المتنورون الاسكتلنديون، ساهم كل ذلك في ابتكار الكثير من الاختراعات العلمية والهندسية، التي ساعدت على إنشاء الإمبراطورية البريطانية، والتي أصبحت إحدى أكبر الإمبراطوريات في التاريخ. استنادًا إلى روبرت ميرتون فإن العلاقة بين الانتماء الديني والاهتمام بالعلم هو نتيجة لتضافر كبير بين القيم البروتستانتية وتلك في العلوم الحديثة. وقد شجعت القيم البروتستانتية على البحث العلمي من خلال السماح بالعلم لتحديد تأثير الله على العالم، وبالتالي يتم تقديم مبررات دينية لأغراض البحث العلمي. وتاريخيًا فالبروتستانتية لم تدخل في صراع مع العلم. وكان روبرت ميرتون قد أسند نظريته بسبب كون أغلب العلماء في الجمعية الملكية وهي من المؤسسات العلمية المرموقة من البروتستانت. وفي ظل هذه المملكة أيضًا، قامت الثورة الصناعية، وهي فترة اتّسمت بتغيرات عميقة في الظروف الاجتماعية والاقتصادية والثقافية لإنجلترا، أدت إلى تطور في فنون الزراعة والصناعة والهندسة والتعدين، فضلاً عن ظهور السكك الحديدية الجديدة والرائدة وشبكات المياه لتسهيل توسيعها وتطويرها. وكان قد اعتبر عدد من الباحثين أخلاق العمل البروتستانتية كقيم الموثوقية، والادخار، والتواضع، والصدق، والمثابرة والتسامح، كأحد أسباب نشأة الثورة الصناعية في المملكة المتحدة. وسببًا لتطور المجتمع اقتصاديًا ودافع لتطوير العلوم وواحدة من المحركات الدافعة لبنية المجتمع العلمي، كون البروتستانتية تركز على الاجتهاد وتعطي مكانة مميزة للدراسة والمعرفة والعقل.
وشكلت إيديولوجية النظافة والتقدّم الاجتماعي جزءًا من الفرائض للطوائف والمجتمعات المسيحيّة خلال العصر الفيكتوري، وتبنّت عدد من الحركات المسيحية البريطانية نشر والتوعية عن النظافة الشخصية وذلك من خلال عقيدة النظافة من الإيمان، ومنها حركات الإنجيل الإجتماعي التي ظهرت داخل الكنائس البروتستانتية، ولعلّ أبرز هذه الحركات «جيش الخلاص» الذي شكَّله الزوجين وليم وكاثرين بوث، وقد كان لهم دور في نشر والتوعية عن النظافة الشخصية ونقلًا عن كتاب الصحة والطب في التعاليم الانجيلية، كان أحد شعاراتهم الأبكر: «الصابون، الحساء، والخلاص». فضلًا عن تشديدهم على الإستحمام خاصًة عشية يوم السبت ويوم الأحد تحضيرًا للقداس وتقديمهم وإنتاج منتجات خاصة بالنظافة الشخصيّة.

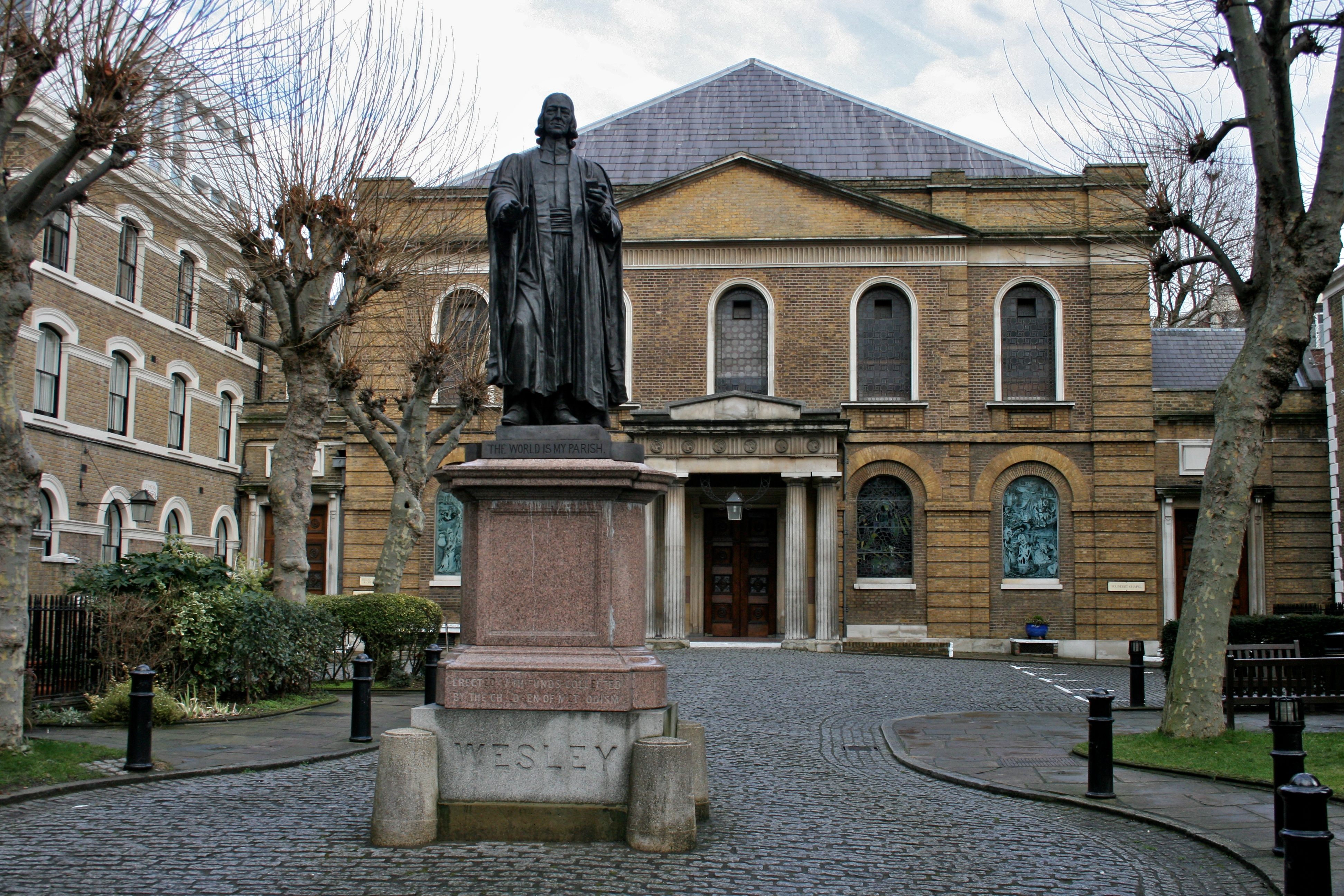
ميدان جون ويزلي في لندن، ترك جون ويزلي مؤسس الكنيسة الميثودية تأثيرًا على الموسيقى والعظات الدينيَّة والطب الوقائي.

في عام 1766، اعترف البابا بأن النظام الملكي الإنجليزي مشروعًا، وأدى ذلك في نهاية المطاف إلى قانون الإعلان عن قانون رفع الحظر والقيود على الكاثوليكية عام 1829. وقد أعاد البابا بيوس التاسع إنشاء الأبرشيات الكاثوليكية في عام 1850. في القرن الثامن عشر قام جون ويزلي جنبًا إلى جنب شقيقه تشارلز ويزلي، في تأسيس الحركة الميثودية. وكانت الحركة قد بدأت عندما تولى ويزلي الوعظ في الهواء الطلق بطريقة مماثلة لجورج وايتفيلد. ولكن على النقيض من الكالفيني جورج وايتفيلد، اعتنق ويسلي لاهوت الأرميني الذي يتعلق بمسألة الخلاص وفقًا للاهوت الأرميني (نسبة إلى جاكوب أرمينيوس) والقائل بإمكانية خلاص كل إنسان، مناقضة بذلك عقيدة الاختيار المسبق في للكالفينية. وأصبح ويسلي أبرز أعلام الصحوة الإنجيلية في بريطانيا في القرن الثامن عشر وشاركت أسرة ويسلي وسلالته في نشر وتأسيس المذهب الميثودي.
في بداية القرن التاسع عشر ظهرت طائفة كلافام وهي مجموعة من الإصلاحيين الاجتماعيين في كنيسة إنجلترا ومقرهم في كلافام في لندن، وكان أعضاء مجموعة كلافام من أهم الأنجليكانيين الإنجيليين البارزين والأثرياء الذين شاركوا في الآراء السياسية والاجتماعية المشتركة فيما يتعلق بالتحرير من العبودية، وإلغاء تجارة الرقيق وإصلاح نظام العقوبات، من بين أمور أخرى، وعملوا بشدّة نحو تحقيق هذه الغايات على مدار سنوات عديدة، مدفوعين بإيمانهم المسيحي واهتمامهم بالعدالة الاجتماعية والإنصاف للجميع. وكان من ويليام ويلبرفورس وهنري ثورنتون، الزعيمان الأكثر نفوذاً في الطائفة. يُنسب إلى جماعة كلافام دورًا هامًا في تطوير الأخلاق الفيكتورية، من خلال كتاباتهم ومجتمعاتهم وتأثيرهم في البرلمان ومثالهم في الأعمال الخيرية والحملات الأخلاقية، لا سيما ضد العبودية.
شهد المجتمع الإنجليزي منذ عام 1960 تغييرات جذرية حيث أدت الثورة الجنسية في مايو 1968 إلى تغييرات أخلاقية في المجتمع الإنجليزي، وأبتعد المجتمع الإنجليزي الذي كان محافظًا على القيم والأخلاق المسيحيَّة المتعلقة بالزواج والجنس. وتقف المسيحية بشكل عام اليوم في إنجلترا، بوجه الإجهاض، الموت الرحيم وزواج المثليين جنسيًا، ما يجعلها من أكبر المؤسسات المدافعة عن الثقافة التقليدية والأخلاق التقليدية في المجتمع، أما عن أبرز مشاكل الكنيسة فإن تراجع عدد المنخرطين في سلك الكهنوت ونسبة المداومين على حضور الطقوس يعتبران من أكبر المشاكل؛ وعلى الرغم من الانخفاض في نسب المداومين على حضور القداس لا تزال المسيحية هي أكبر ديانة في إنجلترا وبلغت نسبتهم حسب التعداد السكاني لعام 2011 حوالي 59.4%.

## ديموغرافيا

### التعداد السكاني

نسبة المستجيبين في تعداد 2011 في المملكة المتحدة الذين قالوا أنهم مسيحيون.

| الديانة            | 2001       | 2001  | 2011       | 2011  |
| الديانة            | تعداد      | %     | تعداد      | %     |
| ------------------ | ---------- | ----- | ---------- | ----- |
| مسيحية             | 35,251,244 | 71.7  | 31,479,876 | 59.4  |
| إسلام              | 1,524,887  | 3.1   | 2,660,116  | 5.0   |
| هندوسية            | 546,982    | 1.1   | 806,199    | 1.5   |
| سيخية              | 327,343    | 0.7   | 420,196    | 0.8   |
| يهودية             | 257,671    | 0.5   | 261,282    | 0.5   |
| بوذية              | 139,046    | 0.3   | 238,626    | 0.5   |
| أديان أخرى         | 143,811    | 0.3   | 227,825    | 0.4   |
| لادينية            | 7,171,332  | 14.6  | 13,114,232 | 24.7  |
| لم يعلن عن الديانة | 3,776,515  | 7.7   | 3,804,104  | 7.2   |
| مجمل السكان        | 49,138,831 | 100.0 | 53,012,456 | 100.0 |

### إيبسوس موري
القائمة التالية تعتمد على بيانات مسح أجري في نهاية حول أديان سكان كل من إنجلترا وويلز عام 2008 من قبل إيبسوس موري وبإستخدام عينة قوية علمياً ونفس المبدأ المطبق في تعداد عام 2001:
| الديانة                       | النسبة من مجمل السكان |
| ----------------------------- | --------------------- |
| المسيحية                      | 65.3%                 |
| كنيسة إنجلترا                 | 47%                   |
| الكنيسة الرومانية الكاثوليكية | 9.6%                  |
| طوائف مسيحية أخرى             | 8.7%                  |
| إسلام                         | 4.8%                  |
| هندوسية                       | 1.3%                  |
| سيخية                         | 0.4%                  |
| يهودية                        | 0.3%                  |
| أديان أخرى                    | 1.4%                  |
| لاأدرية                       | 5.3%                  |
| إلحاد                         | 6.8%                  |
| لم يجب عن السؤال              | 15.0%                 |

## الطوائف المسيحية

### البروتستانتية

#### الأنجليكانية

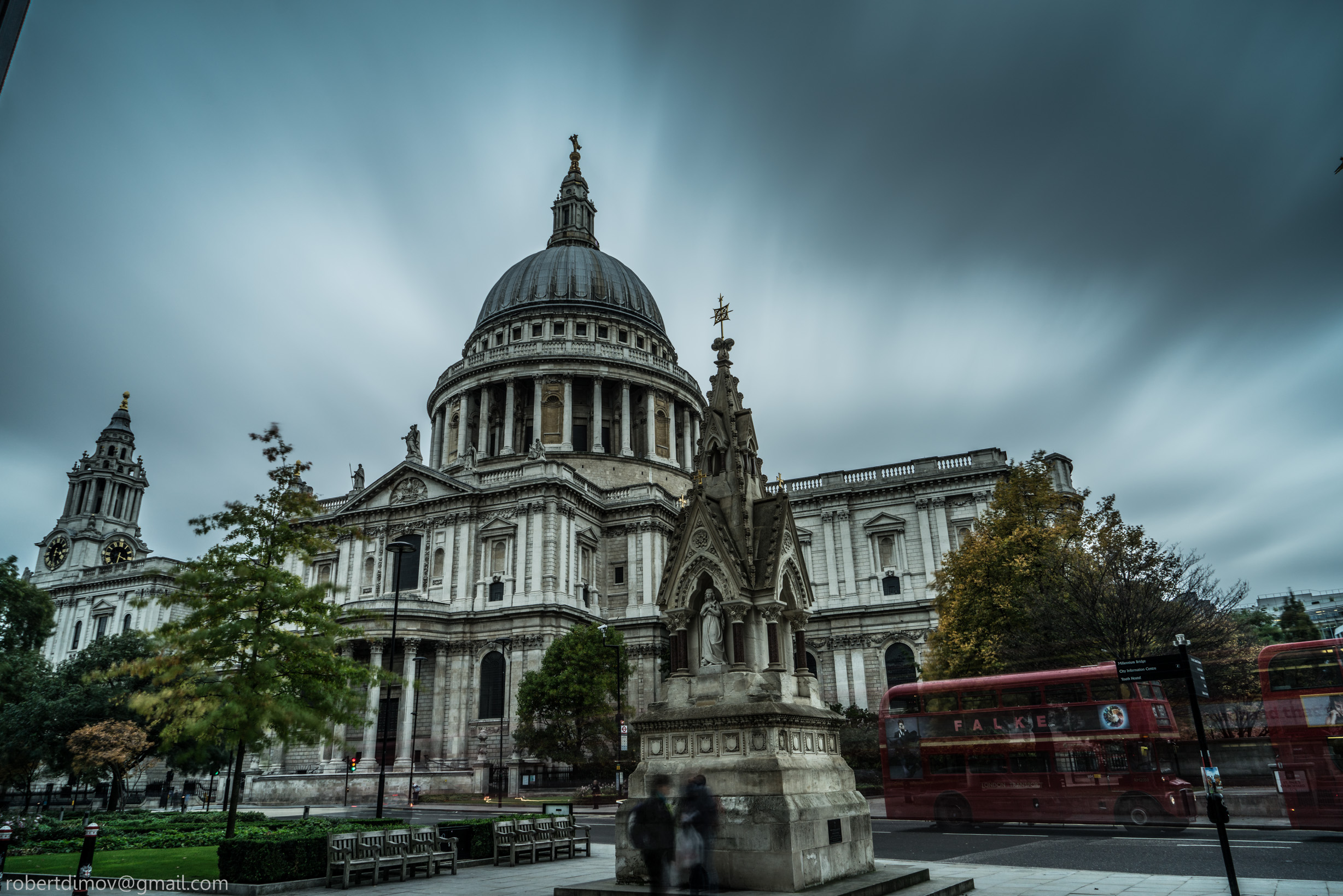
كاتدرائية القديس بولس في مدينة لندن.

كنيسة إنجلترا الأنجليكانية هي الكنيسة الرسمية لإنجلترا، وتُعد الكنيسة الوطنية والقوميَّة للشعب الإنجليزي. وتنقسم أبرشيات إنجلترا بين مقاطعتي كانتربري ويورك، ويرأس كلاهما رئيس أساقفة. وتَعتبر الكنيسة نفسها استمرارية للكنيسة الكاثوليكية التي دخلت البلاد مع أوغسطين خلال البعثة الغريغورية في القرن السادس إلى كينت، وقد أسهمت تسوية إليزابيث الدينية في تطوير الشكل الذي عليه الكنيسة الإنجليزية حاليًا وذلك من خلال اعتماد اللغة الإنجليزية في الصلوات وكتبها. في عام 2010 وصلت أعداد معتنقين كنيسة إنجلترا حوالي 25 مليون عضو من أصل 41 مليون مسيحي من سكان المملكة المتحدة البالغ عددهم حوالي 60 مليون نسمة، وفي نفس العام تعمد واحد من كل ثمانية أطفال حديثي الولادة في كنيسة إنجلترا. عمومًا فإن أي شخص في إنجلترا يستطيع الزواج أو الدفن في كنيسة الرعية المحلية، سواء أكان قد تعمد في الكنيسة أم لا. انخفضت أعداد المترددين على الكنائس للصلاة بشكل مطرد منذ عام 1890، مع حوالي مليون شخص يحضرون قداس الأحد. ويخدم الكنيسة حوالي 18,000 رجل دين نشط. باستخدام نفس المبدأ المطبق في تعداد عام 2001، وجد مسح أجري في نهاية عام 2008 من قبل إيبسوس موري وبإستخدام عينة قوية علمياً، أنَّ حوالي 47% من سكان إنجلترا وويلز منتسبين إلى كنيسة إنجلترا، والتي هي أيضاً دين الدولة، وكان حوالي 9.6% من أتباع الكنيسة الرومانية الكاثوليكية وحوالي 8.7% مسيحيين من أتباع طوائف آخرى.
لا تزال كنيسة إنجلترا لها دور في الحياة الأكاديمية الإنجليزية من خلال المدارس الكنسيّة أو مدارس الإيمان. في عام 2012 كانت 23.1% من جميع الأكاديميات في إنكلترا مدارس كنسيَّة، أي حوالي 6,830 مؤسسة. واعتباراً من فبراير عام 2017، كان هناك 3,731 مدرسة وحوالي 906 أكاديمية في إنجلترا تابعة لكنيسة إنجلترا. وما يقرب من ربع جميع المدارس الابتدائية في إنجلترا هي مدارس تابعة لكنيسة إنجلترا، ودرس فيها 15 مليون شخص في إنجلترا. إلى جانب ذلك تلعب كنيسة إنجلترا دوراً هاماً في الحياة الدينية في جامعة أكسفورد وجامعة كامبريدج، من خلال كنيسة كلية إكسيتر وكنيسة القديسة مريم العذراء الجامعية في أكسفورد، وكنيسة القديسة مريم العظيمة الجامعيّة وكنيسة كلية الملك في كامبريج. وتعود جذور الكنيسة الأسقفية الأمريكية في فترة الثورة الأمريكية فقد انشئت بعد استقلال الولايات المتحدة من بريطانيا عام 1783. رغم إنها انفصلت عن كنيسة إنجلترا إلا أنها ظلت تتمسك بالإيمان الأنجليكاني وحافظت على الأنجليكان في أمريكا. واعتبرت نفسها كنيسة بروتستانتية وأصبحت فيما بعد عضواً في الكنائس الأنجليكانية وأصبحت أكبر الكنائس وأكثرها انتشارًا، تاريخ كنيسة الأسقفية طويل وعرفت بأنها من أقدم الكنائس وأشهرها في تاريخ الولايات المتحدة كما أن الآباء المؤسسون للولايات المتحدة كان أغلبهم من أبناء الكنيسة الأسقفية مثل جورج واشنطن وبنجامين فرانكلين وغيرهم. واشتهرت بكثرة رؤساء الأمريكيين والنخب الثقافية والاقتصادية.

#### طوائف بروتستانتية أخرى
تشهد الكنائس الخمسينية تزايد في العدد أو من حيث معدلات حضور وانتظام للطقوس الدينية حيث لديها أغلبية من الملتزمين دينيًا، وهي حاليًا ثالث أكبر المذاهب المسيحية بعد كنيسة إنجلترا والكنيسة الرومانية الكاثوليكية. ويتوزع أتباع الكنيسة الخمسينية على ثلاث فئات رئيسية وهي جمعيات الله في بريطانيا العظمى، والكنيسة الرسولية، وكنيسة إليم العنصرة.
تطور مذهب الميثودية من القرن الثامن عشر فصاعدًا، وقد وضع أسس مذهب الميثودية من قبل كل من جون ويزلي وشقيقه الأصغر تشارلز ويزلي كحركة داخل كنيسة إنجلترا، ولكن أصبحت طائفة منفصلة بعد وفاة جون ويزلي. ويعود تاريخ جيش الخلاص إلى عام 1865، عندما أسس ويليام وكاترين بوث الجماعة في شرق لندن. لا يزال مقرها الدولي في لندن، بالقرب من كاتدرائية القديس بولس.

### الكاثوليكية

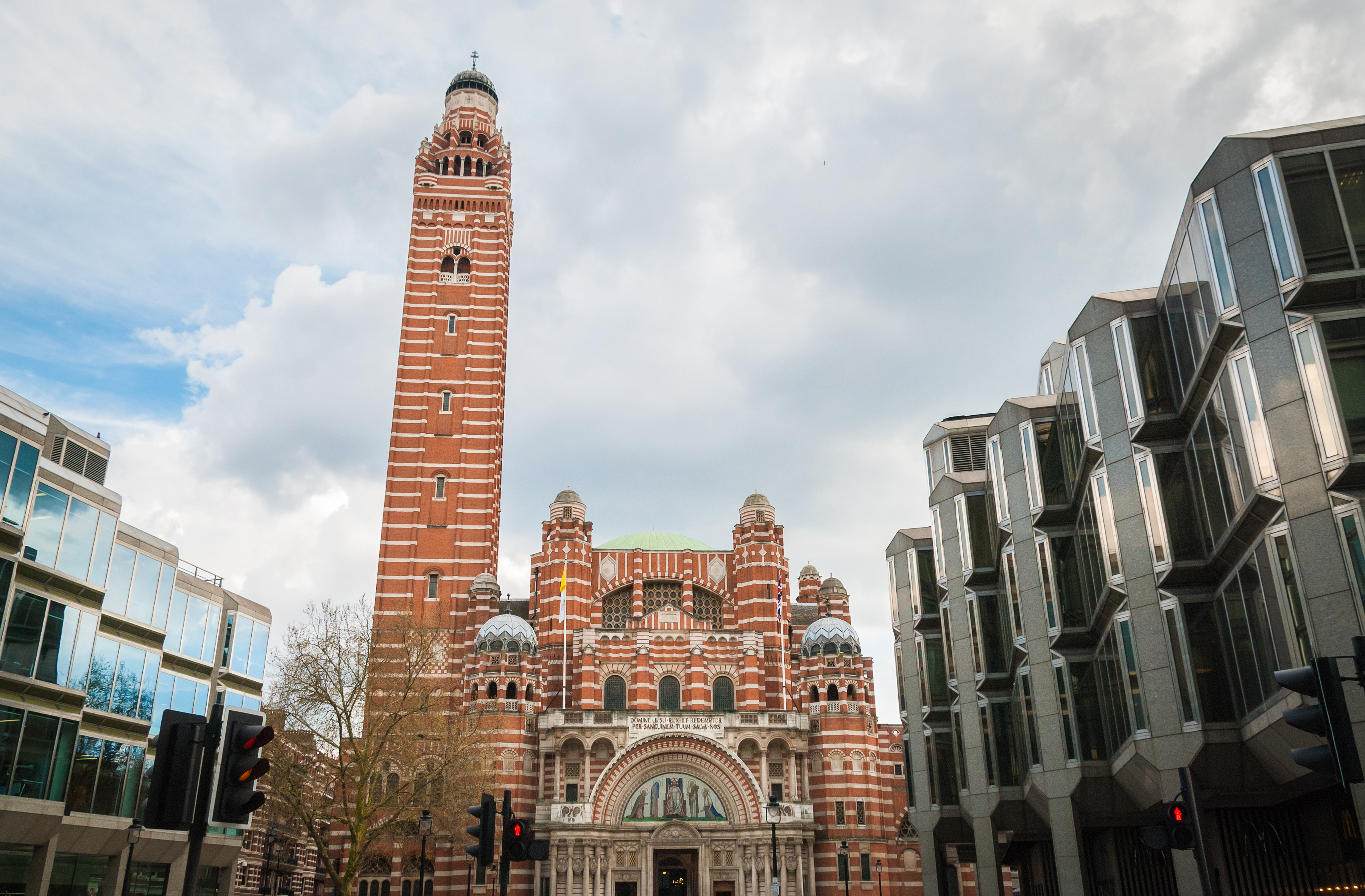
كاتدرائية وستمنستر الكاثوليكيَّة.

الكنيسة الكاثوليكية في إنجلترا وويلز هي جزء من الكنيسة الكاثوليكية العالمية في ظل القيادة الروحية للبابا في روما ومجلس الأساقفة الإنجليزي. يعود حضور الكنيسة الكاثوليكية الإنجليزية إلى ما يقرب من ألف سنة من زمن أوغسطين كانتربري، وكانت الكنيسة الرسمية في البلاد حتى عام 1534، في عهد الملك هنري الثامن حيث تغير موقعها من خلال سلسلة من القوانين التشريعية بين عام 1533 وعام 1536. واستقلت الكنيسة عن الكرسي الرسولي لتصبح كنيسة إنجلترا، الكنيسة الوطنية في البلاد وليصبح هنري رئيسًا للكنيسة. تحت حكم ابن هنري، الملك إدوارد السادس، أصبحت كنيسة إنجلترا أكثر تأثرا بالحركة البروتستانتية الأوروبية.
أعيدت الكنيسة الإنجليزية تحت سلطة البابوية الكاملة في عام 1553، في بداية عهد ماري الأولى ملكة إنجلترا، وتم فرض الكاثوليكية على السكان. ومع ذلك، عندما جاءت إليزابيث الأولى ملكة إنجلترا إلى العرش في عام 1558، تم إعادة تأكيد استقلال كنيسة إنجلترا عن روما من خلال تسوية إليزابيث الدينية، والتي أعطت الشكل الذي يجب أن تتخذه الكنيسة الإنجليزية، بما في ذلك إعادة إنشاء كتاب الصلاة الخاص بهم، مما أدَّى إلى نشوب خلاف بين الكاثوليك والملكة. في عام 1570 دعا البابا بيوس الخامس الكاثوليك إلى التمرد ضد إليزابيث. وبدأ اضطهاد الكاثوليك منذ عام 1571، لكن استمرت الكنيسة الكاثوليكية في الحضور في إنجلترا، على الرغم من أنها كانت في بعض الأحيان عرضة لمختلف أشكال الاضطهاد. ومارس معظم أعضاء الكنيسة بإستثناء أولئك القاطنين في المناطق الكاثوليكية في الشمال، أو أنباء الطبقة الأرستقراطية إيمانهم بشكل سري ودعي الكاثوليك آنذاك باسم العصاة أو المتمردين. في عام 1766، اعترف البابا بأن النظام الملكي الإنجليزي مشروعًا، وأدى ذلك في نهاية المطاف إلى قانون الإعلان عن قانون رفع الحظر والقيود على الكاثوليكية عام 1829. وقد أعاد البابا بيوس التاسع إنشاء الأبرشيات الكاثوليكية في عام 1850.
وفي تعداد المملكة المتحدة لعام 2001 كان هناك 4.2 مليون كاثوليكي في إنكلترا وويلز، أي حوالي 8%. يذكر أنه على مدار مائة سنة، لم يمثل الكاثوليك سوى 4.8% من السكان. في عام 2009، وجد استطلاع إيبسوس موري أن 9.6% أو 5.2 مليون من الإنجليز والويلزيين من الكاثوليك. ويقطن أعداد كبيرة من السكان الكاثوليك في شمال غرب إنجلترا حيث واحد من كل خمسة هو كاثوليكي، نتيجة الهجرة على نطاق واسعة النطاق للإيرلنديين في القرن التاسع عشر، فضلا عن ارتفاع عدد من العائدين الإنجليز في لانكشاير. وتعد مدينة ليفربول «أكثر المدن الكاثوليكية» في إنجلترا، حيث يبلغ عدد سكانها الكاثوليك أكبر بكثير من أجزاء أخرى من إنجلترا. في عام 2016 امتلكت الكنيسة الرومانية الكاثوليكية حوالي 130 مدرسة كاثوليكية، ودرس في صفوفها حوالي 840,000 طالب من جميع الخلفيات الدينية والعرقية، منهم حوالي 26,000 طالب مُسلم.

### الأرثوذكسية

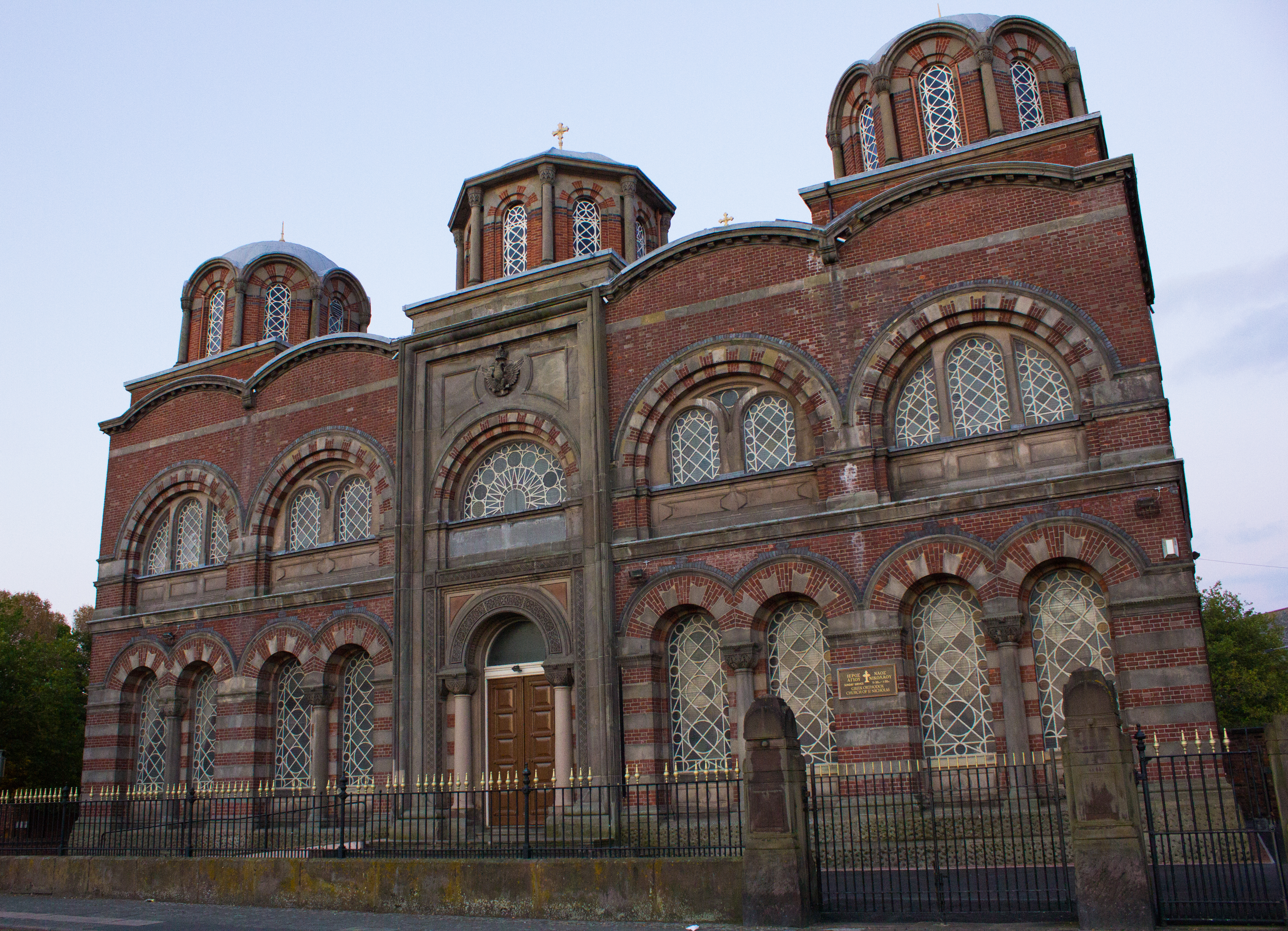
كنيسة القديس نقولا في مدينة ليفربول.

تقع معظم أبرشيات الكنيسة اليونانية الأرثوذكسية في إنجلترا تحت ولاية أبرشية ثياتيرا وبريطانيا العظمى، ومقرها لندن ويقودها غريغوريوس ثيوكاروس، وقد أنشأت في عام 1932 وهي أبرشية تابعة لبطريركية القسطنطينية المسكونية وتغطي كل من إنجلترا وويلز واسكتلندا وأيرلندا. كانت هناك طائفة يونانية أرثوذكسية موجودة بالفعل في وقت تشكيل المملكة المتحدة، وتعبد أتباعها في سفارة الإمبراطورية الروسية في لندن. تم بناء أول كنيسة أرثوذكسية جديدة في عام 1850 في لندن. وفي عام 1882 تم بناء كاتدرائية سانت صوفيا في لندن، لتلبية احتياجات الأعداد المتزايدة للمهاجرين الأرثوذكس. ومع اندلاع الحرب العالمية الأولى، كانت هناك مجتمعات أرثوذكسية كبيرة في لندن ومانشستر وليفربول، وامتلكت كل منها كنيستها الخاصة.
بالإضافة إلى الكنائس الروسية واليونانية الأرثوذكسية، هناك أيضًا حضور لكل من الكنيسة الصربية الأرثوذكسية والكنيسة الأوكرانية الأرثوذكسية في لندن، فضلاً عن الكنيسة البيلاروسية الأرثوذكسية في مانشستر. لدى الكنيسة الأنطاكية الأرثوذكسية كاتدرائية القديس جورج في لندن وعدد من الرعايا في جميع أنحاء إنجلترا. تقع جميع الأبرشيات القبطية الأرثوذكسية تحت ولاية الكنيسة القبطية الأرثوذكسية، وتنقسم الكنيسة القبطية الأرثوذكسية في المملكة المتحدة إلى ثلاث أبرشيات رئيسية هي: أيرلندا واسكتلندا وشمال إنجلترا، وميدلاندز والمناطق التابعة له؛ وساوث ويلز. ينتمي معظم أقباط إنجلترا إلى الكنيسة البريطانية الأرثوذكسية، وهي جزء من الكنيسة القبطية الأرثوذكسية. يتواجد في البلاد أيضًا أتباع من الكنيسة الأرمنية الأرثوذكسية.

## الوضع القانوني
ذكرت باربرا يورك أن «النهضة الكارولنجية زادت التقدير في إنجلترا لدور الملك والكنيسة في الدولة المسيحية». وعلى هذا النحو:
| المسيحية في إنجلترا | منذ صدور مرسوم التولية 1701 أضحت الكنيسة الإنجليكانيّة الكنيسة الرسمية للدولة الإنجليزية، حيث أن الملكيَّة حاكمها الأعلى هو "المدافع عن الإيمان". وهو جنبًا إلى جنب البرلمان، لديهم الرأي في تعيين الأساقفة، والذي يصل عددهم ستة وعشرين ولديهم بحكم المنصب مقاعد في مجلس اللوردات. | المسيحية في إنجلترا |

كنيسة إنجلترا هي الكنيسة الرسمية لإنجلترا واتخذت الملكية في المملكة المتحدة لقب «حامي الإيمان» (باللاتينية: Rex Christianissimus)، اليوم تحمل الملكة إليزابيث الثانية لقب «حامي الإيمان» و«حامي العقيدة» والمقصود بها الإيمان المسيحي، والحاكم الأعلى لكنيسة إنجلترا. إذ يحمل العاهل البريطاني لقب الحاكم الأعلى لكنيسة إنجلترا، وهو لقب يدل على القيادة الاسميَّة لكنيسة إنجلترا. وعلى الرغم من أن سلطة الملك على كنيسة إنجلترا هي شرفيَّة إلى حد كبير، إلا أنَّ اللقب ذو أهمية رمزية بالنسبة للكنيسة. يُعيِّن الحاكم الأعلى رسميَّا الأعضاء رفيعي المستوى في الكنيسة بناءًا على نصيحة رئيس وزراء المملكة المتحدة.
ويتم تدريس التربية الدينية المسيحية للأطفال في المدارس الابتدائية والثانوية في المملكة المتحدة، مع أشكال من أعمال العبادة الجماعية «ذات الطابع المسيحي على نطاق واسع».